# ロバート・レスリー・ベレム
ロバート・レスリー・ベレム（Robert Leslie Bellem、1894年もしくは1902年 - 1968年）は、アメリカ合衆国の作家。「ダン・ターナー」シリーズの作家として知られる。
本人の言によれば、30年のキャリアの中で約3000編のパルプ小説を書いたとされる。
作家になる前はロサンゼルスで、新聞記者、ラジオのアナウンサー、映画のエキストラとして働いていた。
ベレムは数多くのパルプ・マガジンのために実に様々なジャンルの作品を書いた。特にカルチャー・パブリケーションズ社(Culture Publications)の「スパイシー・ディテクティヴ(Spicy Detective)」「スパイシー・アドヴェンチャー(Spicy Adventure)」「スパイシー・ウェスタン(Spicy Western)」「スパイシー・ミステリー(Spicy Mystery)」などに書かれたものが多い。
ベレムの最も著名な作品は、ハリウッドの映画業界を舞台としたハードボイルドな探偵もの「ダン・ターナー」シリーズである。彼はここにいわゆる業界用語をふんだんに盛り込むという手法で独特な味わいを生み出した。
以前、映画のエキストラをしていた経験を持つベレムにとって、ハリウッドの映画産業の裏側は馴染み深い舞台であり、「スパイシー・ディテクティヴ」誌（後に「スピード・ディテクティヴ」誌に改名）、更には主人公自身の名を冠した「ダン・ターナー：ハリウッド・ディテクティヴ(Dan Turner, Hollywood Detective)」誌は1942年1月から1950年10月まで連載が続いた。
ベレムは他に「スリリング・ディテクティヴ(Thrilling Detective)」誌に数編が掲載された
ニック・ランサム(Nick Ransom)のようなキャラクターを創っているが、ダン・ターナーほどは成功しなかった。
他に少なくとも2編の長編小説を書いており、よく知られているものは「Blue Murder」（フェニックス・プレス、1938年）である。
パルプ全盛期の後、ベレムはテレビの脚本家へ転身し、「ローン・レンジャー(The Lone Ranger)」「スーパーマン(The Adventures of Superman (1950s version))」「弁護士ペリー・メイスン(The original Perry Mason show)」「サンセット77(77 Sunset Strip)」など多くの作品に携わった。
また1973年の映画「スーパーマン」（主演ジョージ・リーブス）の脚本も担当している。